# Chris Boucher
Chris Boucher   (Maldon, 15 de febrer de 1943 - 11 de desembre de 2022) va ser un guionista de sèries de televisió britànic, conegut per les seves contribucions freqüents en dos gèneres, ciència-ficció i policíac, i treball en sèries com Doctor Who, Blake 7, Bergerac, The Bill i Star Cops.

## Biografia
Abans d'esdevenir guionista televisiu, treballà a Calor Gas com a aprenent d'administratiu i obtingué un Bachelor of Arts en Ciències econòmiques a la Universitat d'Essex.
En ciència-ficció escrigué tres serials de Doctor Who a finals de la dècada de 1970: The Face of Evil, The Robots of Death i Image of the Fendahl. Un de les seves contribucions a Doctor Who fou la creació del personatge, interpretat per Louise Jameson, de Leela, la companya salvatge que aparegué a la sèrie el 1977 i 1978. El caràcter es basà en l'activista política palestina Leila Khaled. Robert Holmes encarregà el programa a Boucher i suggerí que fos fitxat com a editor de guions per a la sèrie de ciència-ficció Blake's 7 (1978–81). S'encarregà d'aquesta tasca durant els quatre de durada d'aquesta sèrie, i també escrigué diversos episodis ell, incloent l'episodi final. L'any 1987 creà la seva pròpia sèrie, Star Cops, el qual combina ciència-ficció i gènere policíac. La sèrie trobà diversos problemes de producció i fou un èxit d'audiència, durant només nou episodis.
En el gènere policíac, mentre treballà a Doctor Who i Blake's 7, fou l'editor de guió de la segona temporada de la sèrie Shoestring, el qual seguí les investigacions del detectiu privat i amfitrió d'espectacle radiofònics Eddie Shoestring. L'any 1982, després del final de Blake's 7, redactà i edità la tercera temporadad de la sèrie policíaca Juliet Bravo. Més tard, passà a editar guions de la sèrie de detectius Bergerac, treballant en el programa durant tota la dècada de 1980.
Tot dels programes televisius mencionats fins ara foren produïts per la mateixa BBC i retransmesos per la BBC One, a excepció de Star Cops que s'emetí per la BBC Two. Per l'emissora Independent Television (ITV), breument contribuí a la sèrie policíaca de Thames Television, The Bill, durant mitjans de la dècada de 1980.
Treballs posteriors inclouen diverses novel·les de Doctor Who per a BBC Books, en totes present el personatge de Leela, i una sèrie directa-a-CD d'una gamma completa d'àudios titulada Kaldor City, el qual combina elements del seu capítol de "The Robots of Death" de Doctor Who amb la seva obra a Blake's 7.
Boucher era un ateu declarat i desaprova la introducció de la religió a la política de govern i a l'educació.

## Guions
| Obra                | Capítols | Emissora |
| ------------------- | --- | -------- |
| Braden's Week       | - "Episodi #2.1" (1969) | BBC One  |
| The Saturday Crowd  | - "Episodi #1.6" (1969) - "Episodi #2.10" (1969) - "Episodi #2.12" (1969) | ITV      |
| That's Life!        | - "Episodi #1.1" (1973) | BBC One  |
| Dave Allen at Large | - "Episodi #3.4" (1973) - "Episodi #4.1" (1975) | BBC One  |
| Romany Jones        | - "Run Rabbit Run" (1973) - "The Invitations" (1974) | ITV      |
| Slater's Day        | - Pel·lícula televisiva (1974) | ITV      |
| Doctor Who          | - "The Face of Evil" (1977) - "The Robots of Death" (1977) - "Image of the Fendahl" (1977) | BBC One  |
| Shoestring          | - "The Dangerous Game" (1980) | BBC One  |
| Blake's 7           | - 52 episodis (1978–1981) - "Shadow" (1979) - "Weapon" (1979) - "Trial" (1979) - "Star One" (1979) - "City at the Edge of the World" (1980) - "Rumours of Death" (1980) - "Death-Watch" (1980) - "Rescue" (1981) - "Blake" (1981) | BBC One  |
| Juliet Bravo        | - "Where There's Muck..." (1982) | BBC One  |
| Bergerac            | - "Fires in the Fall" (1986) - "The Memory Man" (1987) | BBC One  |
| Star Cops           | - 9 episodis (1987) | BBC Two  |
| Home James!         | - "Never Say Die" (1990) | ITV      |
| The Bill            | - "Lying in Wait" (1990) | ITV      |